# PGC 4020
LEDA/PGC 4020 ist eine Balken-Spiralgalaxie mit ausgedehnten Sternentstehungsgebieten vom Hubble-Typ SB im Sternbild Fische auf der Ekliptik, die schätzungsweise 217 Millionen Lichtjahre von der Milchstraße entfernt ist. Sie ist Mitglied der 22 Galaxien zählenden NGC 452-Gruppe (LGG 18).
Im selben Himmelsareal befindet sich u. a. die Galaxie NGC 392, NGC 394, NGC 397, IC 1619.